# Pignan
Pignan – miejscowość i gmina we Francji, w regionie Oksytania, w departamencie Hérault.
Według danych na rok 1990 gminę zamieszkiwało 4097 osób, a gęstość zaludnienia wynosiła 202 osoby/km² (wśród 1545 gmin Langwedocji-Roussillon Pignan plasuje się na 85. miejscu pod względem liczby ludności, natomiast pod względem powierzchni na miejscu 372.).